# 城事特搜
《城事特搜》是大湾区卫视一档融生活资讯传播与社会热点问题透视于一体的电视节目，於2002年6月17日开播。节目口号是“新奇趣怪乜都有”，该节目以搜索城市生活的人物与事件为主题，关注与市民生活与消费密切相关的新鲜话题。
节目开播初期，曾同时设有粤语版和普语版，其中普语版在原南方电视台经济科教频道播出，惟不久后就被取消。
2017年7月南方卫视改版后，该节目又取代了新闻节目《卫视新闻坊》和评论节目《讲开又讲》。
此外，為迎接節目開播16周年，於2018年6月17日更換使用了一段日子的片頭和電視新聞鏡面。
2025年8月18日，《城事特搜》取消主持人出镜，改为仅播出新闻片段。

## 播放时间
- 电视首播
  - 大湾区卫视：每天18：40首播

## 节目组成
- 搜先睇

主要内容为追踪城中关注的第一手热门事件及热点话题。
- 搜爆点

搜集各地天下奇闻趣事、网上热点、新奇古怪之事及天下奇闻趣事。
- 特搜靓汤

每期推介一款汤品，详细介绍汤品的材料及煲煮方法。
- 最搜選

週末環節，挑選各地“最”事件。
- 搜主意

週末環節，深入探討時下熱門社會話題，並於環節結尾配以“搜指仔”漫畫滑稽點評。
- 特搜新健靓汤

週末版特搜靓汤，新設環節，並於專屬演播室拍攝。
- 超级大湾区

逢周六，周日播出。

## 已取消环节
- 网罗新鲜
- 天气预报
- DV搜记
- 留一搜
- 搜通天
- 幫幫搜
- 《老友剧场》预告
- 都市笑口组

2017年7月10日起，为配合南方卫视改版，《都市笑口组》改为《城事特搜》的一个子环节，在节目开头播放；2018年8月1日起恢复为独立节目。

## 节目主持

### 现任
- 不设主持

### 前任
- 粤语版：陈星、丁丁（丁晓兰）、容伟斌、刘汗（刘云明）、秋茹、莫凡、黄蕴瑶、黄艺、骆伟瑜、王卓、彭莉婷、余少华、肖嘉晋（曾用名肖浩強）
- 普语版（已停播）：再丽

## 音乐
- 廣東南方衛視 城事特搜（主題音樂）《Money Money Money》
- 這搜歌（節目主題曲）